# リエージュ＝パレ駅

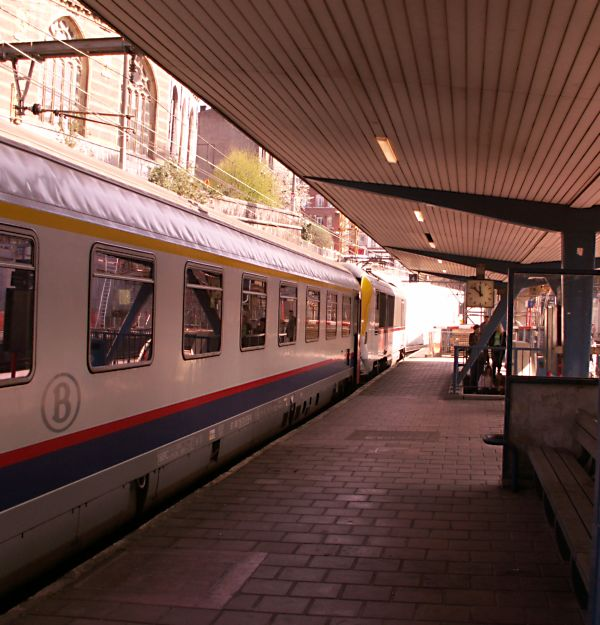
駅構内

リーエジュ＝パレ駅 (Gare de Liège-Palais) は、ベルギーの都市リエージュにある鉄道駅である。ベルギー国鉄34号線の鉄道駅で駅名は駅近くの現在裁判所として使われている、プランス・エベック宮殿に由来している。

## 駅データ
- 開業年 1877年9月1日
- 駅コード FLGP
- 乗り入れ路線 34
- 番線数 4

## 列車系統
- IC D: リール＝フランドル駅 - ハースタル駅
- IC M: ブリュッセル南駅 - ディナン駅・リエール駅
- IR c: リエージュ＝ギユマン駅 - アントウェルペン中央駅
- IR m: リエール駅 - ルクセンブルク駅
- L: ヴェルヴィエ中駅 - リエージュ＝ギユマン駅
- L: ジュメル駅 - ハースタル駅